# علامة التجارة العادلة الدولية
علامة شهادة FAIRTRADE الدولية هي علامة اعتماد مستقلة مستخدمة في أكثر من 50 دولة. يظهر على المنتجات كضمان مستقل أن المنتج قد تم إنتاجه وفقًا للمعايير السياسية للتجارة العادلة. تم امتلاك علامة FAIRTRADE وحمايتها من قبل منظمة (Fairtrade International (FLO، نيابة عن شركتها الأعضاء المنتسبين والبالغ عدد أعضائها 25 عضوا ومبادرات وضع العلامات. لكي يحمل المنتج علامة FAIRTRADE، يجب أن يأتي من منظمات المنتجين المعتمدين ومنشورات FLO-CERT. يجب تسويق المحاصيل وفقًا لمعايير التجارة العادلة الدولية التي وضعتها Fairtrade International. تتم مراقبة سلسلة التوريد أيضًا بواسطة FLO-CERT. لتصبح المنتجين المعتمدين في التجارة العادلة، يجب أن تعمل الجمعية التعاونية الأساسية ومزارعيها الأعضاء لمعايير سياسية معينة تفرض من أوروبا. FLO-CERT، الجهة الربحية، تتعامل مع شهادة المنتج، وتفتيش واعتماد منظمات المنتجين في أكثر من 50 دولة في أفريقيا وآسيا وأمريكا اللاتينية. في نقاش التجارة العادلة، هناك العديد من الشكاوى حول الفشل في تطبيق هذه المعايير، مع تعاونيات التجارة النزيهة، والمستوردون، ومغلفو الرزمة من خلال تجنبهم.
اعتبارًا من عام 2006، تحمل المنتجات التالية حاليًا علامة FAIRTRADE: القهوة والشاي والشوكولاتة والكاكاو والسكر والموز والتفاح والكمثرى والعنب والخوخ والليمون والبرتقال والساتسوماس وكليمنتينس والليتشي والأفوكادو والأناناس والمانجو والفواكه العصائر والكينوا والفلفل والفاصوليا الخضراء وجوز الهند والفواكه المجففة وشاي روبيبوس والشاي الأخضر والكعك والبسكويت والعسل والموسلي وقضبان الحبوب والمربى والصلصات والأعشاب والتوابل والمكسرات وزيت الجوز والنبيذ والبيرة الروم، والزهور، وكرات القدم، والأرز، واللبن، وأغذية الأطفال، وفرك الجسم بالسكر، والصوف القطني، ومنتجات القطن.

## كيف تعمل
إن النظام التسويقي للقهوة النزيهة والقهوة غير الفيرتريدية متطابق في البلدان المستهلكة، حيث تستخدم في الغالب نفس شركات الاستيراد والتعبئة والتوزيع والبيع بالتجزئة. تعمل بعض العلامات التجارية المستقلة على شركة افتراضية، تدفع المستوردين والرازمين والموزعين والوكالات الإعلانية للتعامل مع علامتها التجارية، لأسباب تتعلق بالتكاليف. في بلد الإنتاج، يتم تسويق Fairtrade فقط من خلال تعاونيات التجارة العادلة، في حين يتم تسويق البن الآخر من خلال تعاونيات التجارة العادلة (كبن غير معتمد)، من قبل التعاونيات الأخرى والتجار العاديين.
يمكن لبائعي التجزئة والمقاهي في البلدان الغنية بيع قهوة التجارة العادلة بأي سعر يرغبون فيه، لذا فإن كل الأسعار الإضافية التي يدفعها المستهلكون، من 82٪ إلى 99٪، يتم الاحتفاظ بها في الدول الغنية كأرباح متزايدة. ومع ذلك، هناك أدلة على أن المستوردين غير الشريفة لا يدفعون الثمن الكامل للتجارة العادلة، لذا تصل نسبة أصغر حتى إلى العالم الثالث.
يمكن للتجار والمصدرين المتعاونين بيع القهوة كمصادقة من شركة Fairtrade إذا كانوا يلبون المعايير السياسية الخاصة بـ FLO وهم يدفعون رسوم التصديق والتفتيش. يتم تكبد تكاليف الإدارة وتكاليف الإنتاج الأخرى لتلبية هذه المعايير. يدفع المصدر (وليس المزارع) الحد الأدنى من السعر للقهوة المعتمدة من قبل التجارة العادلة عندما يكون السوق العالمي في حالة فائض من العرض، وبقيمة 15.6 لكل رطل في أوقات أخرى. تستطيع التعاونيات، في المتوسط، بيع ثلث إنتاجها فقط مثل التجارة العادلة، بسبب نقص الطلب، وبيع البقية بأسعار عالمية. بما أن التكاليف الإضافية يتم تكبدها على كل الإنتاج، وليس فقط تلك التي تباع في إطار التجارة العادلة، فإن التعاونيات تفقد أحيانًا المال على عضويتها في التجارة العادلة. بعد خصم التكاليف الإضافية من سعر «التجارة العادلة»، يذهب الباقي إلى «المشروعات الاجتماعية» مثل العيادات والمجموعات النسائية وملاعب البيسبول.
لا يحصل المزارعون على أي سعر أعلى في إطار التجارة العادلة. ولا يوجد أي دليل على حصولهم على أسعار أعلى نتيجة للتسويق الأفضل: فالتعاونيات تدفع في بعض الأحيان للمزارعين سعراً أعلى مما يدفعه المزارعون، وأحياناً أقل، لكن لا يوجد دليل على ذلك هو الأكثر شيوعاً. غير أن المزارعين يتحملون تكاليف إضافية في إنتاج شركة Fairtrade، لذا فهم يخسرون بالتأكيد النقود من عضوية Fairtrade في بعض الحالات. هناك القليل من الأبحاث أو لا توجد أبحاث حول التكاليف الإضافية المتكبدة، أو تأثير عضوية Fairtrade على دخل المزارعين.
توضيح: هناك ارتباك واسع النطاق لأن معايير التجارة العادلة التي تقدمها منظمة التجارة العادلة (منظمة التجارة العادلة) تستخدم كلمة «منتج» في العديد من الحواس المختلفة، وغالبا في نفس وثيقة المواصفات. تشير في بعض الأحيان إلى المزارعين، وفي بعض الأحيان إلى التعاونيات الأولية التي ينتمون إليها، إلى التعاونيات الثانوية التي تنتمي إليها التعاونيات الأولية، أو إلى التعاونيات الثالثة التي قد تنتمي إليها التعاونيات الثانوية ولكن «المنتج [يعني أيضًا] أي كيان التي تم اعتمادها بموجب معيار التجارة العادلة العالمية للتجارة العادلة لمنظمات المنتجين الصغيرة، معيار التجارة النزيهة العامة لحالات العمالة المأجورة، أو معيار التجارة النزيهة العامة لإنتاج العقود.» تستخدم الكلمة في جميع هذه المعاني في الوثائق الرئيسية. من الناحية العملية، عندما تتم مناقشة السعر والائتمان، يعني «المنتج» المنظمة المصدرة، «بالنسبة لمؤسسات صغار المنتجين، يجب أن يتم السداد مباشرة إلى منظمة صغار المنتجين المعتمدين».  و «في حالة منظمة صغيرة للمنتجين [على سبيل المثال للبن]، يتم تحديد الحد الأدنى لأسعار التجارة العادلة على مستوى منظمة المنتجين، وليس على مستوى المنتجين الفرديين (members للمنظمة)» مما يعني أن«المنتج» هنا في منتصف الطريق إلى سلسلة التسويق بين المزارع والمستهلك. جزء من المعايير التي تشير إلى الزراعة والبيئة ومبيدات الآفات وعمل الأطفال قد المزارع باسم «المنتج». الجزء الذي يشير إلى منظمة ديمقراطية لديه التعاونية الأساسية باسم «المنتج».
تحتوي معايير التجارة العادلة على الحد الأدنى من المتطلبات التي يجب أن تلتزم بها جميع مؤسسات المنتجين لتصبح معتمدة، بالإضافة إلى متطلبات التقدم التي يجب على المنتجين أن يظهروا فيها تحسينات مع مرور الوقت.
هناك عدة أنواع من معايير التجارة العادلة: معايير لمنظمات صغار المزارعين، معايير لحالات العمالة المستأجرة، معايير لحالات العقود ومعايير التجارة (المستوردون)، وهناك أيضا معايير للمنتجات المختلفة. تتضمن معايير التجارة النزيهة
لمنظمات صغار المزارعين متطلبات صنع القرار الديمقراطي، وضمان أن يكون للمنتجين رأي في كيفية استثمار أقساط التجارة العادلة وما إلى ذلك. كما أنها تشتمل على متطلبات لبناء القدرات وتعزيز اقتصادي للمنظمة. تضمن معايير التجارة العادلة لأوضاع العمل المستأجرة حصول الموظفين على الحد الأدنى من الأجور والمساومة الجماعية. كما يجب أن تضمن المزارع المعتمدة من التجارة العادلة عدم وجود عمل قسري أو عمل للأطفال واستيفاء متطلبات الصحة والسلامة. (لا تنطبق معايير العمل هذه على «تعاونيات صغار المزارعين» التي تنتجها «فير تريد» على الرغم من أن بعضها يملك 2.39 هكتار في المتوسط من محصول واحد فقط، قهوة، مع وجود مزارعين أحاديين يمتلكون أكثر من 23 هكتاراً من القهوة، مما يعني استخداماً كبيراً للعمل المأجور. في حالة العمل المأجور، تتطلب معايير التجارة العادلة إنشاء «هيئة مشتركة» مع ممثلين من الإدارة والموظفين. تقرر هذه الهيئة المشتركة كيف سيتم إنفاق أقساط التجارة العادلة لصالح مستخدمي المزارع.
بالنسبة لبعض المنتجات، مثل القهوة، فإن معايير Fairtrade فقط لمنظمات المزارعين الصغار قابلة للتطبيق. بالنسبة للآخرين، مثل الشاي، يمكن اعتماد كل من منظمات ومزارع صغار المزارعين. تغطي المعايير التجارية دفع الأقساط، والحد الأدنى للأسعار، حيثما ينطبق ذلك، وتوفير الائتمان لشراء المحصول، والعلاقات التجارية بين الجمعية التعاونية المصدرة أو غيرها من المنظمات والمستورد. عادة، لكي يتم وضع علامة على المنتج على أنه «تجارة عادلة» يجب أن يتكون ما لا يقل عن 20 ٪ من كتلته من منتج من التجارة العادلة. تتم المصادقة على معايير وإجراءات التجارة العادلة من قبل لجنة المعايير الدولية للتجارة العادلة، وهي لجنة خارجية تضم جميع أصحاب المصلحة في FLO (مبادرات وضع العلامات، والمنتجين والتجار) والخبراء الخارجيين. يتم تحديد معايير التجارة العادلة من قبل FLO وفقًا لمتطلبات كود ISEAL للممارسات الجيدة في وضع المعايير وهي بالإضافة إلى ذلك نتيجة لعملية التشاور، والتي تشمل مجموعة متنوعة من أصحاب المصلحة: المنتجون والتجار والخبراء الخارجيون والمفتشون وموظفو الشهادات وغيرها.
ومع ذلك هناك انتقادات للمعايير. كانت هناك شكاوى من أن معايير التجارة العادلة غير مناسبة وقد تضر المنتجين، وفي بعض الأحيان فرض أشهر من العمل الإضافي مقابل القليل من العائد. كما كانت هناك شكاوى من أن المعايير التي وضعتها لجنة صغيرة من الناشطين في الشمال الغني فرضت على المزارعين الفقراء في العالم الثالث. تقترح فريزر أنها حقيبة خرق من المتطلبات تفرض دون التفكير في ما يجب تحقيقه أو كيف.

## التسعير النزيه
الجوانب الرئيسية لنظام التجارة العادلة هي الحد الأدنى للسعر والميزة. ويدفع إلى الشركة المصدرة، وهي عادة تعاونية من الدرجة الثانية، وليس للمزارع. لا يحصلون على أموال مقابل كل شيء ينتجه الأعضاء التعاونيون، ولكن بالنسبة لهذه النسبة من 13 منتجًا، فإنهم قادرون على البيع مع العلامة التجارية "Certified Certified"، بنسبة 17٪ في العادة تصل إلى 60٪ من معدل دورانهم.
- تعتبر «فيرتريد بريميوم» دفعة إضافية على سعر السوق (على سبيل المثال، 20 سنت / رطل إضافي للقهوة) التي تدفع إلى المؤسسة المصدرة. يجب أن يتم إنفاق المتبقي من التكاليف الإضافية على «المشاريع الاجتماعية» من أجل التنمية الاجتماعية والاقتصادية في المجتمعات المنتجة، بدلاً من إعطائها للمزارعين كوسيلة دفع إضافية.[24] يقرر المنتجون أنفسهم كيفية إنفاق هذه الأموال. وهي تستخدم عادة للتحسينات في الصحة أو التعليم أو المرافق الاجتماعية الأخرى، على الرغم من أنه يمكن استخدامها أيضًا في بعض مشاريع التنمية لتمكين المزارعين من تحسين الإنتاجية أو تقليل اعتمادهم على سلع وحيدة. كجزء من معايير التجارة النزيهة، يخضع المنتجون المسجلون للمساءلة أمام FLO-CERT لاستخدام هذه الأموال.
- إن الحد الأدنى لسعر التجارة العادلة هو سعر مضمون يتم دفعه مقابل بعض المنتجات مثل القهوة عندما تنهار الأسعار العالمية. مرة أخرى، عادة ما يتم إنفاقها على «المشاريع الاجتماعية» بدلاً من الذهاب إلى المزارعين.

هناك شكاوى من أن المعايير المتعلقة بدفع أقساط السعر، والحد الأدنى من الأسعار، وتوفير الائتمان، وما إلى ذلك من قبل المستوردين في البلدان الغنية لا يتم إنفاذها. على وجه الخصوص، يستطيع المستوردون المطالبة بالحصول على جودة أعلى بنفس سعر التجارة العادلة الرسمي، أو حجب الخدمات الأخرى، مما يهدد بالشراء من مورد آخر في التجارة العادلة إذا لم يوافق المصدّر على هذه الرشوة، أو إذا كان المورد يشكو من أن هناك طلبًا رشيديًا. وقد حدد كلاً من دي جانفري وماكينتوش وسادوليت هذا كمجموعة كبيرة من تعاونيات قهوة التجارة العادلة في أمريكا الجنوبية على مدى اثنتي عشرة سنة. ووجدوا أن هذه الرشوة كانت 10 ج رطل على فترة كانت فيها العلاوة السعرية الرسمية 5 ج أو 10 ج رطل، وهذا، بالإضافة إلى رسوم التصديق، تعني أن التعاونيات قد تكبدت خسائر منذ سنوات عندما كانت العلاوة مستحقة الدفع، وتم دفعها أقل بكثير من الأسعار الرسمية الدنيا في السنوات التي يكون فيها السعر الأدنى مستحق الدفع. يجب أن يتم تحديدها وتصحيحها من قبل وكالة التصديق.

## تفتيش التجارة العادلة والشهادات
يتم إجراء الفحص والتوثيق من خلال التجارة العادلة، مقابل رسوم، من قبل FLO-CERT، وهي هيئة مستقلة للربح، أنشأتها منظمة Fairtrade International في عام 2004. تصادق FLO-CERT على أن المنتجين والتجار قد التقوا بمعايير التجارة العادلة، استثمر المنتجون أي فائض تم تلقيه من خلال التجارة العادلة في المشاريع الاجتماعية. يعمل FLO-CERT مع شبكة تضم حوالي 100 مفتش مستقل يزورون بانتظام منظمات المنتجين والتجارة ويقدمون تقاريرهم إلى FLO-CERT. ثم يتم اتخاذ جميع قرارات الاعتماد من قبل لجنة إصدار الشهادات، تتكون من أصحاب المصلحة من المنتجين والتجار ومنظمات وضع العلامات الوطنية والخبراء الخارجيين. لجنة الاستئناف تتعامل مع جميع الطعون.
تتبع عمليات التفتيش والشهادة FLO-CERT معايير ISO الدولية لهيئات منح الشهادات للمنتج (ISO 65).
كانت هناك ادعاءات بأن الالتزام بمقاييس التجارة العادلة من قبل المنتجين كان ضعيفًا وأن إنفاذ المعايير من قبل Fairtrade ضعيف للغاية، لا سيما من جانب كريستيان جاكوياو. بقلم Paola Ghillani، الذي قضى أربع سنوات كرئيس لمنظمة Fairtrade Labeling Organizations هناك انتقادات لسوء تطبيق القانون: فالعمال في مزارع التجارة العادلة في بيرو يحصلون على أجر أقل من الحد الأدنى للأجور؛ بعض القهوة غير العادلة يتم بيعها على أنها "التجارة العادلة"؛ "المعايير ليست صارمة للغاية في حالة التعاقدات الموسمية. العمل في إنتاج البن "؛ " بعض معايير التجارة العادلة لا يتم تطبيقها بشكل صارم "؛ ويمكن أن تتجنب محلات السوبر ماركت مسؤوليتها. في عام 2006، وجد صحفي في "فاينانشيال تايمز" أن عشرة من أصل عشرة مطاحن زاروها باعوا قهوة غير مصدق عليها إلى تعاونيات معتمدة. وأفادت أنها "قدمت دليلاً على وجود اتحاد واحد على الأقل للقهوة حصل على شهادة" Fairtrade "على الرغم من أنه ينمو بصورة غير مشروعة حوالي 20 في المائة من البن في أراضي الغابات الوطنية المحمية.

## التكاليف والعوائد
يتحمل مزارعي التجارة العادلة والمنظمات التسويقية مجموعة واسعة من التكاليف في الحصول على الشهادة والحفاظ عليها. وهم يتحملون هذه التكاليف على كل إنتاجهم، لكنهم لا يستطيعون إلا استرداد التكاليف على الجزء الصغير من إنتاجهم الذي يمكنهم بيعه كـ «شهادة التجارة العادلة». من الناحية العملية، لا يمكنهم بيع سوى القليل من إنتاجهم مثل التجارة العادلة، بسبب نقص الطلب، ويجب عليهم بيع البقية على أنها غير معتمدة على الأسعار العالمية. على سبيل المثال، لا يوجد ما يكفي من الطلب لأخذ جميع القهوة المعتمدة المنتجة، لذلك يجب أن يباع معظمها على أنها غير معتمدة. في عام 2001، كان من الممكن بيع 13.6 ٪ فقط كمصادقة، لذلك وضعت حدود على التعاونيات الجديدة التي انضمت إلى المخطط. هذا بالإضافة إلى زيادة الطلب وضعت مبيعات معتمدة إلى حوالي 50 ٪ في عام  2003 مع وجود رقم 37 ٪ مذكورة عموما في السنوات الأخيرة. بعض التعاونيات المصدرة لا تستطيع بيع أي من إنتاجها كمصادقة، والبعض الآخر يبيع أقل من 8٪. أبلغ ويبر عن تعاونيات غير قادرة على تغطية التكاليف الإضافية لفريق التسويق من أجل Fairtrade، مع تغطية واحدة فقط بنسبة 70٪ من هذه التكاليف بعد ست سنوات من عضوية Fairtrade.
يتعين على المنظمات المعتمدة، مثل التعاونيات، دفع رسوم FLO-CERT لتصبح مصدقة ورسومًا سنوية إضافية للتدقيق والاستمرار في التصديق يتم إجراء تفتيش وشراء Fairtrade مقابل رسوم. وتختلف رسوم شهادة السنة الأولى لكل وحدة مباعة باسم «شهادة التجارة العادلة» ولكنها تجاوزت 6c / lb مع رسوم سنوية تبلغ 3 ج / رطل إلى 3.4 ج / ب للقهوة حتى عام 2006 في بعض البلدان، في وقت كانت فيه "التجارة العادلة" قسط "كان 5C إلى 10c / رطل.
يجب على المنظمة التعاونية أو غيرها من المنظمات المعتمدة أن تنفق الأموال على الامتثال للمعايير، مع تغيير ممارسات التوظيف، وإدخال وإدارة العمليات الديمقراطية المطلوبة، وتغيير المعالجة، ووضع العلامات والتعبئة، وتغيير المواد. كما أنها تتكبد تكاليف إضافية في البيع:. أبلغ ويبر عن تعاونيات غير قادرة على تغطية التكاليف الإضافية لفريق التسويق من أجل Fairtrade، مع تغطية واحدة فقط بنسبة 70٪ من هذه التكاليف بعد ست سنوات من عضوية Fairtrade.
من المتفق عليه بشكل عام أن بعض المنظمات تتكبد خسارة من شهادة التجارة العادلة. لكن هناك عدد قليل جدا من الدراسات الاقتصادية تبين ما حدث للأموال.
كما يتعين على مزارعي التجارة العادلة تلبية مجموعة كبيرة من معايير الإنتاج: هناك حدود لاستخدام عمالة الأطفال، ومبيدات الآفات، ومبيدات الأعشاب، والمنتجات المعدلة وراثيا، إلخ. هذه التكلفة، تعني أن المزارعين يضطرون إلى القيام بمزيد من العمل في الشمس الحارقة، وأن عليهم توظيف العمال بدلاً من استخدام العمالة العائلية. في الأوقات التي تكون فيها الأسعار العالمية متدنية للغاية بحيث لا يوجد «قسط اجتماعي» ويتم دفع الحد الأدنى للسعر، يتفاوض بعض المزارعين على أن بعض المال يدفع لهم، بدلاً من استخدامها في المشروعات الاجتماعية.

## التاريخ
تم إطلاق «فيرتريد»، وهي أول منتج من منتجات "فيرتريد"، في هولندا في عام 1988. وتم إطلاق العلامة التي أطلقها نيكو روزين والمبشر الهولندي "فرانس فان دير هوف" على ماكس هافلار بعد شخصية هولندية خيالية عارضت استغلال القهوة. جامعي في المستعمرات الهولندية. وسمحت العلامة التجارية النزيهة ببيع السلع المعتمدة من «فيرتيريد» خارج المتاجر العالمية لأول مرة وإلى تجار التجزئة الرئيسيين، ووصلت إلى قطاع استهلاكي أكبر وزادت المبيعات بشكل كبير.
تم اكتشاف المفهوم في السنوات التي تلت ذلك، تم إنشاء منظمات مشابهة للتسمية النزيهة غير ربحية في بلدان أوروبية أخرى وأمريكا الشمالية، ودعا «ماكس هافيلار» (في بلجيكا وسويسرا والدنمارك والنرويج وفرنسا)، "Transfair" (في ألمانيا ولوكسمبورج والنمسا وإيطاليا والولايات المتحدة وكندا واليابان، أو تحمل اسمًا وطنيًا: "Fairtrade Mark" في المملكة المتحدة وأيرلندا، و "Rättvisemärkt" في السويد، و "Reilu Kauppa" في فنلندا. في البداية، كان لكل من ماكس هافيلار و Transfairs معايير التجارة النزيهة الخاصة بها ولجان المنتجات وأنظمة المراقبة. في عام 1994، بدأت عملية التقارب بين منظمات وضع العلامات - أو "LIs" (لـ «مبادرات وضع العلامات») - مع إنشاء مجموعة عمل TransMax، والتي بلغت ذروتها في عام 1997 في إنشاء منظمة Fairtrade Labeling Organizations International، المعروفة الآن ببساطة باسم التجارة العادلة الدولية (FLO) وهي منظمة مظلة تتمثل مهمتها في وضع معايير التجارة العادلة ودعم وفحص واعتماد المنتجين المحرومين وتنسيق رسالة Fairtrade عبر الحركة.
في عام 2002، أطلقت FLO علامة شهادة FAIRTRADE جديدة. كانت أهداف الإطلاق هي تحسين رؤية مارك على رفوف المتاجر الكبيرة ونقل صورة ديناميكية للمستقبل من أجل التجارة العادلة وتسهيل التجارة عبر الحدود وتبسيط إجراءات المستوردين والتجار.
لا تزال عملية تنسيق علامة FAIRTRADE جارية - اعتبارًا من مارس 2011، اعتمدت جميع مبادرات وضع العلامات، باستثناء مذكورتين (TransFair USA و TransFair Canada) تمامًا علامة التصديق الدولية الجديدة. تستخدم هاتان المنظمتان حاليًا علامة شهادة التجارة العادلة، لكن المنظمة الكندية بدأت في الترويج لعلامة التصديق الدولية الجديدة في عام 2010 كجزء من عملية انتقال كاملة نحوها. يبدو أن TransFair USA قد اختارت أن تستمر بعلامتها الخاصة في الوقت الحالي.
في الوقت الحاضر، تستخدم أكثر من 19 علامة تسمية أعضاء FLO علامة تصديق التجارة النزيهة الدولية. هناك الآن علامات شهادة التجارة النزيهة على العشرات من المنتجات المختلفة، استنادا إلى شهادة FLO للقهوة والشاي والأرز والموز والمانجو والكاكاو والقطن والسكر والعسل وعصير الفواكه والمكسرات والفواكه الطازجة والكينوا والأعشاب والتوابل والنبيذ وكرات القدم وما إلى ذلك.

## نقد
وفقا لخبير الاقتصاد بروس ويديك مع شارب القهوة المتوسط الذي يرغب في دفع قسط قدره 50 سنتا لكوب من القهوة التجارة العادلة حتى في أفضل السيناريوهات للتجارة العادلة، عندما تكون الأسعار العالمية عند أدنى مستوى لها، فإن الحد الأقصى للمبلغ وسيحصل مزارع التجارة العادلة من نفس فنجان القهوة على ثلث المائة فقط. ويوديك يدون نقاطه مقابل الفوائد المزعومة للتجارة العادلة: إن التصميم الخاطئ للنظام يقوض فوائده الخاصة:
- الفوائد الصفرية على المدى الطويل.
- للحصول على شهادة تفرض التجارة العادلة تكاليف كبيرة على المزارعين الفقراء
- تجذب التجارة العادلة الفاصوليا السيئة من خلال جعل المزارعين يفجرون حبوبهم الفاسدة إلى قنوات التجارة العادلة.
- تكاليف المزارعين الذين تفرض عليهم القيود المفروضة على الأسمدة والمدخلات الأخرى تقلل من الغلة.
- لا تساعد التجارة العادلة أفقر المزارعين. ينشأ القهوة الصغيرة نسبيا للتجارة العادلة من أفقر البلدان.
- تفتقر الاستثمارات الاجتماعية المزعومة لنظام التجارة العادلة إلى الشفافية.
- نظام التجارة العادلة غير فعال في نقل النوايا الحسنة للمستهلكين من القهوة إلى المنتجين.
- ربما تكون التجارة المباشرة أكثر كفاءة واستدامة من التجارة العادلة. إن تحفيز المزيد من إنتاج البن بشكل مصطنع يبقي مزارعي البن فقراء، لأن الإفراط في الإنتاج يجعل الأسعار تتراجع في الأسواق العالمية.
- فشل القهوة في التجارة العادلة في معالجة جذور قضايا الفقر التي لا تدفع للمنتجين ولكن الظروف الاجتماعية والسياسية والتعليمية. من بين أفضل 16 طريقة لمكافحة الفقر.[44][45]

كانت التجارة العادلة هي الثانية ولكن الأخيرة فيما يتعلق بكفاءة التكلفة. وفقا لكولين هايت من جامعة ولاية سان خوسيه في حقيقة أن شركة Fairtrade لا تشتري الإنتاج الكامل للمنتج، مما يجعله يبيع منتجاته الأفضل في السوق الحرة ويمرر بضائعه الأقل جودة إلى قناة التجارة العادلة